# Walter Bertsch
Walter Bertsch (4. ledna 1900 Oppenweiler – 5. ledna 1952 Brno) říšský Němec, člen NSDAP a SS (jeho nejvyšší hodnost byla SS Brigadeführer), ministr hospodářství a práce Protektorátu Čechy a Morava.
Na pokyn Reinharda Heydricha bylo v roce 1942 vytvořeno Ministerstvo hospodářství a práce, do jehož čela byl jmenován Bertsch. Tím se stala jednacím jazykem protektorátního vládního kabinetu němčina, což mělo zdůraznit nadvládu Němců v Protektorátu. Walter Bertsch důsledně prosazoval kořistění českého hospodářství ve prospěch nacistické válečné mašinerie. Jeho vinou bylo více než sto tisíc protektorátních příslušníků totálně nasazeno k otrockým pracím v Říši.
Zajat 6. května 1945 u Kamenných Žehrovic českými povstalci, předán do SSSR. Jeho majetek ve zkonfiskované vile v Praze-Dejvicích propadl čsl. státu, kolekce stříbra a nakradených starožitností byla převedena do sbírek Národního muzea v Praze, položka německý konfiskát č. 191/45.
Zpět do ČSR byl Walter Bertsch vydán 2. října 1948. Mimořádný lidový soud v Praze jej 23. prosince 1948 odsoudil na doživotí. V roce 1952 zemřel ve věznici v Brně.